# Région terre Nord-Ouest
La région terre Nord-Ouest (RTNO) était, jusqu'en 2011, l’une des cinq régions de l’Armée de terre française. Elle couvrait les régions Bretagne, Pays-de-la-Loire, Centre, Basse-Normandie et Haute-Normandie. Son siège était à Rennes à l’Hôtel de Châteaugiron. Elle est remplacée depuis par l'état-major de soutien Défense (EMSD) de Rennes à vocation interarmées.
En 2010, le général de division Dominique Royal succède au général de corps d’armée Étienne Lafontaine à la fonction de commandant de la région terre Nord-Ouest.
Elle disposait de différents clubs sportifs dont une session rugby conduite par le CCH FEL le RCG Rennes (Rugby Club de Garnison).